# Ninja Warrior Hungary (harmadik évad)
A Ninja Warrior Hungary című ügyességi vetélkedőműsor harmadik évadja 2021. október 25-én vette kezdetét a TV2-n. A műsor házigazdái Szujó Zoltán, Till Attila és Lékai-Kiss Ramóna.

## Selejtezők
| – A versenyző továbbjutott.        |
| – A versenyző kiesett.             |
| – A versenyzőt baleset érte.       |
| – A versenyző feladta a küzdelmet. |

1. selejtező (október 25.)
| #   | Ninja jelöltek    | 1. kihívás 4 ütem | 2. kihívás Libegő | 3. kihívás Csatorna | 4. kihívás Ikersziget | 5. kihívás Kezelő | 6. kihívás Nagy fal | Eredmény (teljesített idő) |
| --- | ----------------- | ----------------- | ----------------- | ------------------- | --------------------- | ----------------- | ------------------- | -------------------------- |
| 1.  | Hangonyi István   | Teljesítve        | Teljesítve        | Teljesítve          | Teljesítve            | Teljesítve        | Megbukott           | 04:14                      |
| 2.  | Kovács Máté       | Megbukott         | ––                | ––                  | ––                    | ––                | ––                  | Kiesett                    |
| 3.  | Homolya Krisztina | Teljesítve        | Megbukott         | ––                  | ––                    | ––                | ––                  | Kiesett                    |
| 4.  | Szabó Szilárd     | Teljesítve        | Megbukott         | ––                  | ––                    | ––                | ––                  | Kiesett                    |
| 5.  | Pataki Bence      | Teljesítve        | Megbukott         | ––                  | ––                    | ––                | ––                  | Kiesett                    |
| 6.  | Suhajda Tamás     | Teljesítve        | Teljesítve        | Teljesítve          | Teljesítve            | Teljesítve        | Megbukott           | 02:24                      |
| 7.  | Antal Csaba       | Teljesítve        | Megbukott         | ––                  | ––                    | ––                | ––                  | Kiesett                    |
| 8.  | Varga Gergő       | Teljesítve        | Megbukott         | ––                  | ––                    | ––                | ––                  | Kiesett                    |
| 9.  | Zelenc-Kuma Ádám  | Teljesítve        | Megbukott         | ––                  | ––                    | ––                | ––                  | 00:22                      |
| 10. | Peszleg Dániel    | Megbukott         | ––                | ––                  | ––                    | ––                | ––                  | Kiesett                    |
| 11. | Tóth Enikő        | Megbukott         | ––                | ––                  | ––                    | ––                | ––                  | Kiesett                    |
| 12. | Tóth Axel Ruben   | Teljesítve        | Teljesítve        | Teljesítve          | Teljesítve            | Teljesítve        | Megbukott           | 02:30                      |
| 13. | Juhász Zoltán     | Teljesítve        | Teljesítve        | Teljesítve          | Teljesítve            | Teljesítve        | Teljesítve          | Továbbjutott (02:57)       |
| 14. | Léner Albert      | Teljesítve        | Megbukott         | ––                  | ––                    | ––                | ––                  | Kiesett                    |
| 15. | Vincze János      | Teljesítve        | Megbukott         | ––                  | ––                    | ––                | ––                  | Kiesett                    |
| 16. | Balogh Richárd    | Teljesítve        | Megbukott         | ––                  | ––                    | ––                | ––                  | Kiesett                    |
| 17. | Lukács Petra      | Teljesítve        | Megbukott         | ––                  | ––                    | ––                | ––                  | Kiesett                    |
| 18. | Vejtey Csaba      | Teljesítve        | Megbukott         | ––                  | ––                    | ––                | ––                  | 00:23                      |
| 19. | Vejtey Zsombor    | Teljesítve        | Teljesítve        | Teljesítve          | Teljesítve            | Teljesítve        | Teljesítve          | Továbbjutott (03:07)       |
| 20. | Keserű Attila     | Teljesítve        | Megbukott         | ––                  | ––                    | ––                | ––                  | 00:13                      |
| 21. | Tusnády Nimród    | Teljesítve        | Teljesítve        | Teljesítve          | Teljesítve            | Teljesítve        | Teljesítve          | Továbbjutott (02:00)       |
| 22. | Horváth Roland    | Teljesítve        | Teljesítve        | Megbukott           | ––                    | ––                | ––                  | 00:32                      |
| 23. | Ludszky Zsolt     | Teljesítve        | Teljesítve        | Teljesítve          | Teljesítve            | Megbukott         | ––                  | 02:23                      |
| 24. | Nyujtó Árpád      | Teljesítve        | Teljesítve        | Teljesítve          | Teljesítve            | Megbukott         | ––                  | 02:36                      |
| 25. | György Krisztián  | Teljesítve        | Teljesítve        | Teljesítve          | Teljesítve            | Teljesítve        | Teljesítve          | Továbbjutott (05:16)       |
| 26. | Gyömrei Máté      | Teljesítve        | Teljesítve        | Teljesítve          | Teljesítve            | Teljesítve        | Teljesítve          | Továbbjutott (02:23)       |
| 27. | Dombi Ágoston     | Teljesítve        | Megbukott         | ––                  | ––                    | ––                | ––                  | 00:23                      |

2. selejtező (október 26.)
| #   | Ninja jelöltek        | 1. kihívás 4 ütem | 2. kihívás Ajtónálló | 3. kihívás Majom létra | 4. kihívás Halálugrás | 5. kihívás Körút | 6. kihívás Nagy fal | Eredmény (teljesített idő) |
| --- | --------------------- | ----------------- | -------------------- | ---------------------- | --------------------- | ---------------- | ------------------- | -------------------------- |
| 1.  | Kapitány Benedek      | Teljesítve        | Teljesítve           | Teljesítve             | Megbukott             | ––               | ––                  | 02:16                      |
| 2.  | Kapitány Márton       | Megbukott         | ––                   | ––                     | ––                    | ––               | ––                  | Kiesett                    |
| 3.  | Baranyi Sándor        | Teljesítve        | Teljesítve           | Teljesítve             | Megbukott             | ––               | ––                  | 01:46                      |
| 4.  | Bognár Attila         | Teljesítve        | Teljesítve           | Teljesítve             | Megbukott             | ––               | ––                  | 01:58                      |
| 5.  | Horváth Krisztián     | Teljesítve        | Teljesítve           | Teljesítve             | Megbukott             | ––               | ––                  | Kiesett                    |
| 6.  | Dudás Medárd          | Teljesítve        | Teljesítve           | Teljesítve             | Megbukott             | ––               | ––                  | 01:44                      |
| 7.  | Fazekas Tamás         | Teljesítve        | Teljesítve           | Teljesítve             | Megbukott             | ––               | ––                  | 01:29                      |
| 8.  | Wittmann Miklós       | Teljesítve        | Megbukott            | ––                     | ––                    | ––               | ––                  | Kiesett                    |
| 9.  | Hugyecz Zsófia        | Teljesítve        | Megbukott            | ––                     | ––                    | ––               | ––                  | Kiesett                    |
| 10. | Kassai Benjamin       | Teljesítve        | Megbukott            | ––                     | ––                    | ––               | ––                  | Kiesett                    |
| 11. | Magyar Áhim           | Teljesítve        | Megbukott            | ––                     | ––                    | ––               | ––                  | Kiesett                    |
| 12. | Hefler Attila         | Teljesítve        | Megbukott            | ––                     | ––                    | ––               | ––                  | Kiesett                    |
| 13. | Gyömbér László        | Teljesítve        | Megbukott            | ––                     | ––                    | ––               | ––                  | Kiesett                    |
| 14. | Szentvári-Lukács Vajk | Teljesítve        | Teljesítve           | Teljesítve             | Megbukott             | ––               | ––                  | 01:23                      |
| 15. | Máté Áron             | Teljesítve        | Teljesítve           | Teljesítve             | Teljesítve            | Megbukott        | ––                  | 01:35                      |
| 16. | Csereklye Ábrahám     | Teljesítve        | Teljesítve           | Teljesítve             | Teljesítve            | Teljesítve       | Teljesítve          | Továbbjutott (04:13)       |
| 17. | Kovács Gábor          | Teljesítve        | Megbukott            | ––                     | ––                    | ––               | ––                  | Kiesett                    |
| 18. | Tircs Gergely         | Teljesítve        | Megbukott            | ––                     | ––                    | ––               | ––                  | Kiesett                    |
| 19. | Tóth Gergely          | Teljesítve        | Teljesítve           | Teljesítve             | Megbukott             | ––               | ––                  | Kiesett                    |
| 20. | Nagy Botond Bálint    | Teljesítve        | Teljesítve           | Teljesítve             | Megbukott             | ––               | ––                  | 01:50                      |
| 21. | Németh Martin         | Teljesítve        | Teljesítve           | Teljesítve             | Megbukott             | ––               | ––                  | 02:10                      |
| 22. | Fazekas Krisztián     | Teljesítve        | Teljesítve           | Teljesítve             | Megbukott             | ––               | ––                  | 01:52                      |
| 23. | Oláh Gergő            | Teljesítve        | Teljesítve           | Teljesítve             | Megbukott             | ––               | ––                  | Kiesett                    |
| 24. | Boros Barnabás Balázs | Teljesítve        | Teljesítve           | Teljesítve             | Megbukott             | ––               | ––                  | 01:53                      |
| 25. | Urszin Ábel           | Teljesítve        | Teljesítve           | Teljesítve             | Teljesítve            | Megbukott        | ––                  | 02:34                      |
| 26. | Vajda Zsolt           | Teljesítve        | Teljesítve           | Teljesítve             | Megbukott             | ––               | ––                  | 01:47                      |
| 27. | Kiss Alexandra        | Megbukott         | ––                   | ––                     | ––                    | ––               | ––                  | Kiesett                    |
| 28. | Koller Dániel         | Teljesítve        | Teljesítve           | Teljesítve             | Teljesítve            | Teljesítve       | Teljesítve          | Továbbjutott (04:39)       |

3. selejtező (október 27.)
| #   | Ninja jelöltek           | 1. kihívás 4 ütem | 2. kihívás Döccenő | 3. kihívás Körzet | 4. kihívás Gátfutás | 5. kihívás Viadukt | 6. kihívás Nagy fal | Eredmény (teljesített idő) |
| --- | ------------------------ | ----------------- | ------------------ | ----------------- | ------------------- | ------------------ | ------------------- | -------------------------- |
| 1.  | Molnár Gábor             | Teljesítve        | Teljesítve         | Teljesítve        | Teljesítve          | Teljesítve         | Megbukott           | 02:05                      |
| 2.  | Dobi Roxána              | Teljesítve        | Teljesítve         | Megbukott         | ––                  | ––                 | ––                  | Kiesett                    |
| 3.  | Dobi Mercédesz           | Megbukott         | ––                 | ––                | ––                  | ––                 | ––                  | Kiesett                    |
| 4.  | Rippel Ferenc            | Teljesítve        | Teljesítve         | Teljesítve        | Teljesítve          | Teljesítve         | Teljesítve          | Továbbjutott (01:52)       |
| 5.  | Imrei Kata               | Teljesítve        | Teljesítve         | Megbukott         | ––                  | ––                 | ––                  | 01:00                      |
| 6.  | Nisteric Dávid           | Megbukott         | ––                 | ––                | ––                  | ––                 | ––                  | Kiesett                    |
| 7.  | Nemes Balázs             | Teljesítve        | Megbukott          | ––                | ––                  | ––                 | ––                  | Kiesett                    |
| 8.  | Mikó Zoltán Sándor       | Teljesítve        | Megbukott          | ––                | ––                  | ––                 | ––                  | Kiesett                    |
| 9.  | Dézsi Dominik            | Teljesítve        | Teljesítve         | Megbukott         | ––                  | ––                 | ––                  | Kiesett                    |
| 10. | Szarvas András           | Teljesítve        | Teljesítve         | Megbukott         | ––                  | ––                 | ––                  | Kiesett                    |
| 11. | Bucsi Krisztina 'Semira' | Teljesítve        | Teljesítve         | Megbukott         | ––                  | ––                 | ––                  | 01:18                      |
| 12. | Dr. Szarka Boldizsár     | Megbukott         | ––                 | ––                | ––                  | ––                 | ––                  | Kiesett                    |
| 13. | Szabó József             | Teljesítve        | Teljesítve         | Teljesítve        | Teljesítve          | Teljesítve         | Megbukott           | 01:53                      |
| 14. | Papdi Barna              | Teljesítve        | Teljesítve         | Megbukott         | ––                  | ––                 | ––                  | Kiesett                    |
| 15. | Balázs Márk              | Teljesítve        | Teljesítve         | Megbukott         | ––                  | ––                 | ––                  | Kiesett                    |
| 16. | Szabó Cseke              | Teljesítve        | Teljesítve         | Megbukott         | ––                  | ––                 | ––                  | 00:38                      |
| 17. | Gross Róbert             | Teljesítve        | Teljesítve         | Megbukott         | ––                  | ––                 | ––                  | 01:12                      |
| 18. | Szilágyi Péter           | Teljesítve        | Teljesítve         | Teljesítve        | Teljesítve          | Teljesítve         | Teljesítve          | Továbbjutott (03:20)       |
| 19. | Kóbor Csaba              | Teljesítve        | Teljesítve         | Teljesítve        | Teljesítve          | Teljesítve         | Teljesítve          | Továbbjutott (01:55)       |
| 20. | Kállai Balázs            | Teljesítve        | Teljesítve         | Teljesítve        | Megbukott           | ––                 | ––                  | 00:45                      |
| 21. | Torma Árpád              | Teljesítve        | Teljesítve         | Teljesítve        | Teljesítve          | Teljesítve         | Megbukott           | 01:15                      |
| 22. | Rácz Miklós 'Mike'       | Teljesítve        | Teljesítve         | Teljesítve        | Teljesítve          | Teljesítve         | Teljesítve          | Továbbjutott (01:54)       |
| 23. | Buzás Gábor              | Teljesítve        | Teljesítve         | Teljesítve        | Teljesítve          | Teljesítve         | Teljesítve          | Továbbjutott (01:22)       |
| 24. | Strommer László 'Stromi' | Teljesítve        | Teljesítve         | Teljesítve        | Teljesítve          | Teljesítve         | Teljesítve          | Továbbjutott (03:28)       |
| 25. | Strommer Soma            | Teljesítve        | Teljesítve         | Teljesítve        | Teljesítve          | Teljesítve         | Teljesítve          | Továbbjutott (01:24)       |

4. selejtező (október 28.)
| #   | Ninja jelöltek                | 1. kihívás 4 ütem | 2. kihívás Libegő | 3. kihívás Csatorna | 4. kihívás Ikersziget | 5. kihívás Kerékkötő | 6. kihívás Nagy fal | Eredmény (teljesített idő) |
| --- | ----------------------------- | ----------------- | ----------------- | ------------------- | --------------------- | -------------------- | ------------------- | -------------------------- |
| 1.  | Darázs Sándor                 | Teljesítve        | Megbukott         | ––                  | ––                    | ––                   | ––                  | Kiesett                    |
| 2.  | Laczkó Péter                  | Teljesítve        | Megbukott         | ––                  | ––                    | ––                   | ––                  | Kiesett                    |
| 3.  | Mizsér Fruzsina               | Teljesítve        | Teljesítve        | Teljesítve          | Teljesítve            | Megbukott            | ––                  | 05:40                      |
| 4.  | Csekő István                  | Teljesítve        | Teljesítve        | Megbukott           | ––                    | ––                   | ––                  | Kiesett                    |
| 5.  | Ternák Tamás                  | Teljesítve        | Teljesítve        | Teljesítve          | Teljesítve            | Megbukott            | ––                  | 02:24                      |
| 6.  | Répássy Nóra                  | Teljesítve        | Teljesítve        | Megbukott           | ––                    | ––                   | ––                  | 02:30                      |
| 7.  | Gyimesi Máté Bence            | Teljesítve        | Megbukott         | ––                  | ––                    | ––                   | ––                  | Kiesett                    |
| 8.  | Juhász Botond                 | Teljesítve        | Megbukott         | ––                  | ––                    | ––                   | ––                  | Kiesett                    |
| 9.  | Veres Péter                   | Teljesítve        | Megbukott         | ––                  | ––                    | ––                   | ––                  | Kiesett                    |
| 10. | Molnár István                 | Teljesítve        | Megbukott         | ––                  | ––                    | ––                   | ––                  | Kiesett                    |
| 11. | Mikó Norbert                  | Teljesítve        | Megbukott         | ––                  | ––                    | ––                   | ––                  | Kiesett                    |
| 12. | Schandl Gábor                 | Teljesítve        | Teljesítve        | Teljesítve          | Teljesítve            | Teljesítve           | Teljesítve          | Továbbjutott (03:02)       |
| 13. | Asbóth Fanni                  | Teljesítve        | Teljesítve        | Teljesítve          | Teljesítve            | Megbukott            | ––                  | 08:10                      |
| 14. | Agócs Tamás                   | Teljesítve        | Baleset érte      | ––                  | ––                    | ––                   | ––                  | Kiesett                    |
| 15. | Bakurecz Ádám                 | Teljesítve        | Teljesítve        | Teljesítve          | Teljesítve            | Teljesítve           | Teljesítve          | Továbbjutott (02:31)       |
| 16. | Kovács Zoltán Dániel 'Zolika' | Teljesítve        | Teljesítve        | Teljesítve          | Teljesítve            | Megbukott            | ––                  | 02:49                      |
| 17. | Kókai Balázs                  | Teljesítve        | Teljesítve        | Teljesítve          | Teljesítve            | Megbukott            | ––                  | 02:04                      |
| 18. | Sebők Kristóf                 | Teljesítve        | Teljesítve        | Teljesítve          | Teljesítve            | Megbukott            | ––                  | 03:17                      |
| 19. | Dinya Bence                   | Teljesítve        | Teljesítve        | Teljesítve          | Teljesítve            | Megbukott            | ––                  | 02:22                      |
| 20. | Sebők Máté                    | Teljesítve        | Teljesítve        | Teljesítve          | Teljesítve            | Megbukott            | ––                  | 02:33                      |
| 21. | Lugosi Fábián                 | Teljesítve        | Teljesítve        | Teljesítve          | Teljesítve            | Megbukott            | ––                  | 03:09                      |
| 22. | Lévay Kristóf                 | Teljesítve        | Teljesítve        | Teljesítve          | Teljesítve            | Teljesítve           | Teljesítve          | Továbbjutott (03:14)       |
| 23. | Dombi András 'Dombi'          | Teljesítve        | Teljesítve        | Teljesítve          | Teljesítve            | Megbukott            | ––                  | 03:30                      |
| 24. | Harle Vivien                  | Teljesítve        | Megbukott         | ––                  | ––                    | ––                   | ––                  | Kiesett                    |
| 25. | Nagy Barbara                  | Megbukott         | ––                | ––                  | ––                    | ––                   | ––                  | Kiesett                    |
| 26. | Kóczán Gergely                | Teljesítve        | Megbukott         | ––                  | ––                    | ––                   | ––                  | Kiesett                    |
| 27. | Molnár Bálint                 | Teljesítve        | Teljesítve        | Teljesítve          | Teljesítve            | Teljesítve           | Teljesítve          | Továbbjutott (02:07)       |

5. selejtező (november 1.)
| #   | Ninja jelöltek       | 1. kihívás 4 ütem | 2. kihívás Ajtónálló | 3. kihívás Majom létra | 4. kihívás Halálugrás | 5. kihívás Körút | 6. kihívás Nagy fal | Eredmény (teljesített idő) |
| --- | -------------------- | ----------------- | -------------------- | ---------------------- | --------------------- | ---------------- | ------------------- | -------------------------- |
| 1.  | Selyem Róbert        | Teljesítve        | Teljesítve           | Teljesítve             | Teljesítve            | Megbukott        | ––                  | 02:51                      |
| 2.  | Filóci Mihály        | Teljesítve        | Teljesítve           | Teljesítve             | Megbukott             | ––               | ––                  | Kiesett                    |
| 3.  | Kószás Krisztián     | Teljesítve        | Megbukott            | ––                     | ––                    | ––               | ––                  | Kiesett                    |
| 4.  | Kószás Jenő          | Teljesítve        | Megbukott            | ––                     | ––                    | ––               | ––                  | Kiesett                    |
| 5.  | Papp Barnabás        | Teljesítve        | Teljesítve           | Megbukott              | ––                    | ––               | ––                  | Kiesett                    |
| 6.  | Vitkai Elemér        | Teljesítve        | Teljesítve           | Teljesítve             | Megbukott             | ––               | ––                  | Kiesett                    |
| 7.  | Pataki Zoltán        | Teljesítve        | Teljesítve           | Teljesítve             | Teljesítve            | Teljesítve       | Teljesítve          | Továbbjutott (02:40)       |
| 8.  | Szűcs Sándor         | Teljesítve        | Teljesítve           | Teljesítve             | Teljesítve            | Teljesítve       | Megbukott           | 03:38                      |
| 9.  | Pápai Patrik         | Teljesítve        | Megbukott            | ––                     | ––                    | ––               | ––                  | Kiesett                    |
| 10. | Kollár Tibor         | Teljesítve        | Teljesítve           | Teljesítve             | Megbukott             | ––               | ––                  | 01:16                      |
| 11. | Onodi Tibor          | Teljesítve        | Teljesítve           | Teljesítve             | Megbukott             | ––               | ––                  | 01:36                      |
| 12. | Horváth Balázs       | Teljesítve        | Teljesítve           | Teljesítve             | Megbukott             | ––               | ––                  | 01:27                      |
| 13. | Kátai Ádám           | Teljesítve        | Teljesítve           | Teljesítve             | Megbukott             | ––               | ––                  | 01:27                      |
| 14. | Szilágyi Miklós      | Teljesítve        | Teljesítve           | Teljesítve             | Megbukott             | ––               | ––                  | Kiesett                    |
| 15. | Mészáros Szilveszter | Teljesítve        | Teljesítve           | Teljesítve             | Megbukott             | ––               | ––                  | 01:31                      |
| 16. | Schmidt Balázs       | Teljesítve        | Teljesítve           | Teljesítve             | Megbukott             | ––               | ––                  | 01:07                      |
| 17. | László Tamás         | Teljesítve        | Teljesítve           | Teljesítve             | Megbukott             | ––               | ––                  | 00:50                      |
| 18. | Farkas László        | Teljesítve        | Teljesítve           | Teljesítve             | Megbukott             | ––               | ––                  | 01:21                      |
| 19. | Schwendtner Bálint   | Teljesítve        | Teljesítve           | Teljesítve             | Teljesítve            | Megbukott        | ––                  | 03:42                      |
| 20. | Tompa Gábor 'Tompi'  | Teljesítve        | Teljesítve           | Teljesítve             | Teljesítve            | Teljesítve       | Teljesítve          | Továbbjutott (03:58)       |
| 21. | Tőkés Renáta         | Teljesítve        | Megbukott            | ––                     | ––                    | ––               | ––                  | Kiesett                    |
| 22. | Huszák Nikolett      | Teljesítve        | Megbukott            | ––                     | ––                    | ––               | ––                  | Kiesett                    |
| 23. | Rogácsi Lujza        | Teljesítve        | Megbukott            | ––                     | ––                    | ––               | ––                  | Kiesett                    |
| 24. | Szabó Zsuzsanna      | Megbukott         | ––                   | ––                     | ––                    | ––               | ––                  | Kiesett                    |
| 25. | Kis Ilka             | Teljesítve        | Teljesítve           | Teljesítve             | Megbukott             | ––               | ––                  | Kiesett                    |
| 26. | Laczkovszki Nátán    | Teljesítve        | Teljesítve           | Teljesítve             | Teljesítve            | Teljesítve       | Teljesítve          | Továbbjutott (03:34)       |
| 27. | Dudik Izidor         | Teljesítve        | Teljesítve           | Teljesítve             | Teljesítve            | Teljesítve       | Teljesítve          | Továbbjutott (03:56)       |

## Napi döntők
| – A versenyző továbbjutott a heti döntőbe.                                                                                  |
| – A versenyző kiesett. |
| – A versenyzőt baleset érte.                                                                                                |
| – A versenyző annak ellenére, hogy nem tudta teljesíteni az napi döntőt, továbbjutott a heti döntőbe a legjobb idő szerint. |
| – A versenyző feladta a küzdelmet.                                                                                          |

1. napi döntő (október 25.)
| #   | Ninja jelöltek   | 1. kihívás Lépéselőny | 2. kihívás Pillangó | 3. kihívás Ninjalétra | 4. kihívás Légtornász | 5. kihívás Pokoli torony | Eredmény (teljesített idő)          |
| --- | ---------------- | --------------------- | ------------------- | --------------------- | --------------------- | ------------------------ | ----------------------------------- |
| 1.  | Suhajda Tamás    | Teljesítve            | Teljesítve          | Teljesítve            | Megbukott             | ––                       | 01:08                               |
| 2.  | Horváth Roland   | Teljesítve            | Megbukott           | ––                    | ––                    | ––                       | Kiesett                             |
| 3.  | Vejtey Csaba     | Teljesítve            | Teljesítve          | Teljesítve            | Teljesítve            | Teljesítve               | Továbbjutott a heti döntőbe (02:43) |
| 4.  | Vejtey Zsombor   | Teljesítve            | Teljesítve          | Teljesítve            | Teljesítve            | Teljesítve               | Továbbjutott a heti döntőbe (01:50) |
| 5.  | Juhász Zoltán    | Teljesítve            | Teljesítve          | Teljesítve            | Teljesítve            | Teljesítve               | Továbbjutott a heti döntőbe (01:45) |
| 6.  | Hangonyi István  | Teljesítve            | Teljesítve          | Teljesítve            | Megbukott             | ––                       | Kiesett                             |
| 7.  | Zelenc-Kuma Ádám | Teljesítve            | Teljesítve          | Teljesítve            | Megbukott             | ––                       | Kiesett                             |
| 8.  | György Krisztián | Teljesítve            | Teljesítve          | Teljesítve            | Megbukott             | ––                       | 02:25                               |
| 9.  | Tóth Axel Ruben  | Teljesítve            | Teljesítve          | Teljesítve            | Megbukott             | ––                       | 00:43                               |
| 10. | Gyömrei Máté     | Teljesítve            | Teljesítve          | Teljesítve            | Teljesítve            | Teljesítve               | Továbbjutott a heti döntőbe (01:13) |
| 11. | Tusnády Nimród   | Teljesítve            | Teljesítve          | Teljesítve            | Teljesítve            | Teljesítve               | Továbbjutott a heti döntőbe (01:52) |
| 12. | Keserű Attila    | Teljesítve            | Teljesítve          | Teljesítve            | Teljesítve            | Teljesítve               | Továbbjutott a heti döntőbe (01:38) |

2. napi döntő (október 26.)
| #   | Ninja jelöltek        | 1. kihívás Lépéselőny | 2. kihívás Pillangó | 3. kihívás Ninjalétra | 4. kihívás Légtornász | 5. kihívás Pokoli torony | Eredmény (teljesített idő)          |
| --- | --------------------- | --------------------- | ------------------- | --------------------- | --------------------- | ------------------------ | ----------------------------------- |
| 1.  | Kapitány Benedek      | Teljesítve            | Megbukott           | ––                    | ––                    | ––                       | Kiesett                             |
| 2.  | Vajda Zsolt           | Teljesítve            | Teljesítve          | Teljesítve            | Megbukott             | ––                       | 01:25                               |
| 3.  | Boros Barnabás Balázs | Teljesítve            | Megbukott           | ––                    | ––                    | ––                       | Kiesett                             |
| 4.  | Bognár Attila         | Teljesítve            | Megbukott           | ––                    | ––                    | ––                       | Kiesett                             |
| 5.  | Baranyi Sándor        | Teljesítve            | Megbukott           | ––                    | ––                    | ––                       | 00:14                               |
| 6.  | Fazekas Krisztián     | Teljesítve            | Megbukott           | ––                    | ––                    | ––                       | Kiesett                             |
| 7.  | Fazekas Tamás         | Teljesítve            | Megbukott           | ––                    | ––                    | ––                       | 00:13                               |
| 8.  | Horváth Krisztián     | Teljesítve            | Megbukott           | ––                    | ––                    | ––                       | Kiesett                             |
| 9.  | Urszin Ábel           | Teljesítve            | Teljesítve          | Megbukott             | ––                    | ––                       | 01:09                               |
| 10. | Nagy Botond Bálint    | Teljesítve            | Teljesítve          | Teljesítve            | Megbukott             | ––                       | 01:31                               |
| 11. | Szentvári-Lukács Vajk | Teljesítve            | Teljesítve          | Teljesítve            | Teljesítve            | Teljesítve               | Továbbjutott a heti döntőbe (02:00) |
| 12. | Máté Áron             | Teljesítve            | Teljesítve          | Teljesítve            | Megbukott             | ––                       | 01:19                               |
| 13. | Koller Dániel         | Teljesítve            | Teljesítve          | Teljesítve            | Megbukott             | ––                       | 01:21                               |
| 14. | Csereklye Ábrahám     | Teljesítve            | Teljesítve          | Teljesítve            | Megbukott             | ––                       | 01:26                               |

- Dudás Medárd sérülés miatt feladta a versenyt, ezért a barátja, Horváth Krisztián vette át a helyét.

3. napi döntő (október 27.)
| #   | Ninja jelöltek           | 1. kihívás Lépéselőny | 2. kihívás Pillangó | 3. kihívás Ninjalétra | 4. kihívás Légtornász | 5. kihívás Pokoli torony | Eredmény (teljesített idő)          |
| --- | ------------------------ | --------------------- | ------------------- | --------------------- | --------------------- | ------------------------ | ----------------------------------- |
| 1.  | Bucsi Krisztina 'Semira' | Teljesítve            | Megbukott           | ––                    | ––                    | ––                       | Kiesett                             |
| 2.  | Szabó Cseke              | Teljesítve            | Teljesítve          | Teljesítve            | Megbukott             | ––                       | Kiesett                             |
| 3.  | Imrei Kata               | Teljesítve            | Teljesítve          | Teljesítve            | Megbukott             | ––                       | Kiesett                             |
| 4.  | Molnár Gábor             | Teljesítve            | Teljesítve          | Teljesítve            | Megbukott             | ––                       | 01:10                               |
| 5.  | Strommer László 'Stromi' | Teljesítve            | Teljesítve          | Teljesítve            | Teljesítve            | Teljesítve               | Továbbjutott a heti döntőbe (02:25) |
| 6.  | Kállai Balázs            | Teljesítve            | Teljesítve          | Megbukott             | ––                    | ––                       | Kiesett                             |
| 7.  | Szilágyi Péter           | Teljesítve            | Teljesítve          | Teljesítve            | Megbukott             | ––                       | 01:10                               |
| 8.  | Rácz Miklós 'Mike'       | Teljesítve            | Teljesítve          | Teljesítve            | Teljesítve            | Teljesítve               | Továbbjutott a heti döntőbe (01:44) |
| 9.  | Rippel Ferenc            | Teljesítve            | Teljesítve          | Teljesítve            | Teljesítve            | Teljesítve               | Továbbjutott a heti döntőbe (01:19) |
| 10. | Torma Árpád              | Teljesítve            | Teljesítve          | Teljesítve            | Teljesítve            | Teljesítve               | Továbbjutott a heti döntőbe (02:07) |
| 11. | Kóbor Csaba              | Teljesítve            | Teljesítve          | Teljesítve            | Teljesítve            | Teljesítve               | Továbbjutott a heti döntőbe (01:20) |
| 12. | Szabó József             | Teljesítve            | Teljesítve          | Megbukott             | ––                    | ––                       | Kiesett                             |
| 13. | Strommer Soma            | Teljesítve            | Teljesítve          | Teljesítve            | Teljesítve            | Teljesítve               | Továbbjutott a heti döntőbe (01:37) |
| 14. | Buzás Gábor              | Teljesítve            | Teljesítve          | Teljesítve            | Teljesítve            | Teljesítve               | Továbbjutott a heti döntőbe (01:11) |

4. napi döntő (október 28.)
| #   | Ninja jelöltek                | 1. kihívás Lépéselőny | 2. kihívás Pillangó | 3. kihívás Ninjalétra | 4. kihívás Légtornász | 5. kihívás Pokoli torony | Eredmény (teljesített idő)          |
| --- | ----------------------------- | --------------------- | ------------------- | --------------------- | --------------------- | ------------------------ | ----------------------------------- |
| 1.  | Dombi András 'Dombi'          | Teljesítve            | Teljesítve          | Teljesítve            | Megbukott             | ––                       | 01:24                               |
| 2.  | Schandl Gábor                 | Teljesítve            | Teljesítve          | Teljesítve            | Megbukott             | ––                       | 01:16                               |
| 3.  | Sebők Máté                    | Teljesítve            | Megbukott           | ––                    | ––                    | ––                       | Kiesett                             |
| 4.  | Répássy Nóra                  | Teljesítve            | Megbukott           | ––                    | ––                    | ––                       | Kiesett                             |
| 5.  | Kovács Zoltán Dániel 'Zolika' | Teljesítve            | Megbukott           | ––                    | ––                    | ––                       | 00:12                               |
| 6.  | Kókai Balázs                  | Teljesítve            | Megbukott           | ––                    | ––                    | ––                       | Kiesett                             |
| 7.  | Sebők Kristóf                 | Teljesítve            | Megbukott           | ––                    | ––                    | ––                       | Kiesett                             |
| 8.  | Mizsér Fruzsina               | Teljesítve            | Megbukott           | ––                    | ––                    | ––                       | Kiesett                             |
| 9.  | Lugosi Fábián                 | Teljesítve            | Megbukott           | ––                    | ––                    | ––                       | 00:24                               |
| 10. | Ternák Tamás                  | Teljesítve            | Teljesítve          | Teljesítve            | Teljesítve            | Teljesítve               | Továbbjutott a heti döntőbe (01:59) |
| 11. | Asbóth Fanni                  | Teljesítve            | Megbukott           | ––                    | ––                    | ––                       | Kiesett                             |
| 12. | Lévay Kristóf                 | Teljesítve            | Teljesítve          | Teljesítve            | Teljesítve            | Teljesítve               | Továbbjutott a heti döntőbe (02:12) |
| 13. | Dinya Bence                   | Teljesítve            | Teljesítve          | Teljesítve            | Teljesítve            | Teljesítve               | Továbbjutott a heti döntőbe (02:08) |
| 14. | Bakurecz Ádám                 | Teljesítve            | Teljesítve          | Teljesítve            | Teljesítve            | Teljesítve               | Továbbjutott a heti döntőbe (01:16) |
| 15. | Molnár Bálint                 | Teljesítve            | Teljesítve          | Teljesítve            | Teljesítve            | Teljesítve               | Továbbjutott a heti döntőbe (01:21) |

.Agócs Tamás rosszul érkezett,kiugrott a térdkalácsa,ezért nem folytathatta a küzdelmet
5. napi döntő (november 1.)
| #   | Ninja jelöltek      | 1. kihívás Lépéselőny | 2. kihívás Pillangó | 3. kihívás Ninjalétra | 4. kihívás Légtornász | 5. kihívás Pokoli torony | Eredmény (teljesített idő)          |
| --- | ------------------- | --------------------- | ------------------- | --------------------- | --------------------- | ------------------------ | ----------------------------------- |
| 1.  | Selyem Róbert       | Teljesítve            | Megbukott           | ––                    | ––                    | ––                       | Kiesett                             |
| 2.  | Dudik Izidor        | Teljesítve            | Teljesítve          | Teljesítve            | Teljesítve            | Megbukott                | 01:58                               |
| 3.  | Schmidt Balázs      | Teljesítve            | Teljesítve          | Megbukott             | ––                    | ––                       | 00:31                               |
| 4.  | Schwendtner Bálint  | Teljesítve            | Teljesítve          | Megbukott             | ––                    | ––                       | 01:09                               |
| 5.  | Horváth Balázs      | Teljesítve            | Megbukott           | ––                    | ––                    | ––                       | Kiesett                             |
| 6.  | Laczkovszki Nátán   | Teljesítve            | Teljesítve          | Teljesítve            | Megbukott             | ––                       | 01:08                               |
| 7.  | László Tamás        | Teljesítve            | Teljesítve          | Teljesítve            | Teljesítve            | Teljesítve               | Továbbjutott a heti döntőbe (01:29) |
| 8.  | Kollár Tibor        | Teljesítve            | Teljesítve          | Teljesítve            | Megbukott             | ––                       | 01:09                               |
| 9.  | Onodi Tibor         | Teljesítve            | Teljesítve          | Teljesítve            | Megbukott             | ––                       | 01:34                               |
| 10. | Farkas László       | Teljesítve            | Teljesítve          | Teljesítve            | Megbukott             | ––                       | 01:10                               |
| 11. | Szűcs Sándor        | Teljesítve            | Teljesítve          | Megbukott             | ––                    | ––                       | Kiesett                             |
| 12. | Tompa Gábor 'Tompi' | Teljesítve            | Megbukott           | ––                    | ––                    | ––                       | Kiesett                             |
| 13. | Pataki Zoltán       | Teljesítve            | Teljesítve          | Teljesítve            | Teljesítve            | Teljesítve               | Továbbjutott a heti döntőbe (01:56) |

## Heti finálék
| – A versenyző továbbjutott a középdöntőbe.                                                                                   |
| – A versenyző kiesett. |
| – A versenyzőt baleset érte.                                                                                                 |
| – A versenyző annak ellenére, hogy nem tudta teljesíteni az heti finálét, továbbjutott a középdöntőbe a legjobb idő szerint. |
| – A versenyző feladta a küzdelmet.                                                                                           |

1. heti finálé (október 29.)
| #   | Ninja jelöltek                | 1. kihívás 4 ütem | 2. kihívás Kipörgető | 3. kihívás Pókember vagy Táncolótalpak | 4. kihívás Hinta | 5. kihívás Kötéltánc vagy Acéllián | 6. kihívás Nagy fal | 7. kihívás Inga | 8. kihívás Dupla X | 9. kihívás Pokoli torony | Eredmény (teljesített idő)          |
| --- | ----------------------------- | ----------------- | -------------------- | -------------------------------------- | ---------------- | ---------------------------------- | ------------------- | --------------- | ------------------ | ------------------------ | ----------------------------------- |
| 1.  | Tóth Axel Ruben               | Teljesítve        | Teljesítve           | Teljesítve                             | Teljesítve       | Teljesítve                         | Teljesítve          | Teljesítve      | Megbukott          | ––                       | 05:57                               |
| 2.  | Baranyi Sándor                | Megbukott         | ––                   | ––                                     | ––               | ––                                 | ––                  | ––              | ––                 | ––                       | Kiesett                             |
| 3.  | Koller Dániel                 | Teljesítve        | Megbukott            | ––                                     | ––               | ––                                 | ––                  | ––              | ––                 | ––                       | Kiesett                             |
| 4.  | Kovács Zoltán Dániel 'Zolika' | Teljesítve        | Megbukott            | ––                                     | ––               | ––                                 | ––                  | ––              | ––                 | ––                       | Kiesett                             |
| 5.  | Fazekas Tamás                 | Teljesítve        | Teljesítve           | Megbukott                              | ––               | ––                                 | ––                  | ––              | ––                 | ––                       | Kiesett                             |
| 6.  | Lugosi Fábián                 | Teljesítve        | Teljesítve           | Teljesítve                             | Megbukott        | ––                                 | ––                  | ––              | ––                 | ––                       | Kiesett                             |
| 7.  | Schandl Gábor                 | Teljesítve        | Teljesítve           | Teljesítve                             | Teljesítve       | Megbukott                          | ––                  | ––              | ––                 | ––                       | Kiesett                             |
| 8.  | Torma Árpád                   | Teljesítve        | Teljesítve           | Teljesítve                             | Teljesítve       | Megbukott                          | ––                  | ––              | ––                 | ––                       | 03:20                               |
| 9.  | Dombi András 'Dombi'          | Teljesítve        | Teljesítve           | Teljesítve                             | Teljesítve       | Megbukott                          | ––                  | ––              | ––                 | ––                       | Kiesett                             |
| 10. | Rácz Miklós 'Mike'            | Teljesítve        | Teljesítve           | Teljesítve                             | Teljesítve       | Megbukott                          | ––                  | ––              | ––                 | ––                       | Kiesett                             |
| 11. | György Krisztián              | Teljesítve        | Teljesítve           | Teljesítve                             | Teljesítve       | Megbukott                          | ––                  | ––              | ––                 | ––                       | Kiesett                             |
| 12. | Keserű Attila                 | Teljesítve        | Teljesítve           | Teljesítve                             | Teljesítve       | Teljesítve                         | Teljesítve          | Teljesítve      | Teljesítve         | Teljesítve               | Továbbjutott a középdöntőbe (05:09) |
| 13. | Szentvári-Lukács Vajk         | Teljesítve        | Teljesítve           | Teljesítve                             | Teljesítve       | Teljesítve                         | Teljesítve          | Teljesítve      | Teljesítve         | Teljesítve               | Továbbjutott a középdöntőbe (06:31) |
| 14. | Máté Áron                     | Teljesítve        | Teljesítve           | Teljesítve                             | Teljesítve       | Teljesítve                         | Teljesítve          | Teljesítve      | Teljesítve         | Teljesítve               | Továbbjutott a középdöntőbe (05:15) |
| 15. | Vejtey Zsombor                | Teljesítve        | Teljesítve           | Teljesítve                             | Teljesítve       | Teljesítve                         | Teljesítve          | Teljesítve      | Teljesítve         | Teljesítve               | Továbbjutott a középdöntőbe (07:08) |
| 16. | Vejtey Csaba                  | Teljesítve        | Teljesítve           | Teljesítve                             | Teljesítve       | Teljesítve                         | Megbukott           | ––              | ––                 | ––                       | 04:58                               |
| 17. | Strommer László 'Stromi'      | Teljesítve        | Teljesítve           | Teljesítve                             | Teljesítve       | Teljesítve                         | Megbukott           | ––              | ––                 | ––                       | 05:37                               |
| 18. | Strommer Soma                 | Teljesítve        | Teljesítve           | Teljesítve                             | Teljesítve       | Teljesítve                         | Teljesítve          | Teljesítve      | Teljesítve         | Teljesítve               | Továbbjutott a középdöntőbe (05:13) |
| 19. | Buzás Gábor                   | Teljesítve        | Teljesítve           | Teljesítve                             | Teljesítve       | Teljesítve                         | Teljesítve          | Teljesítve      | Teljesítve         | Teljesítve               | Továbbjutott a középdöntőbe (05:21) |
| 20. | Kóbor Csaba                   | Teljesítve        | Teljesítve           | Teljesítve                             | Teljesítve       | Teljesítve                         | Teljesítve          | Teljesítve      | Teljesítve         | Teljesítve               | Továbbjutott a középdöntőbe (05:12) |
| 21. | Rippel Ferenc                 | Teljesítve        | Teljesítve           | Teljesítve                             | Teljesítve       | Teljesítve                         | Teljesítve          | Teljesítve      | Teljesítve         | Teljesítve               | Továbbjutott a középdöntőbe (06:06) |
| 22. | Bakurecz Ádám                 | Teljesítve        | Teljesítve           | Teljesítve                             | Teljesítve       | Teljesítve                         | Teljesítve          | Teljesítve      | Teljesítve         | Teljesítve               | Továbbjutott a középdöntőbe (06:46) |
| 23. | Lévay Kristóf                 | Teljesítve        | Teljesítve           | Teljesítve                             | Teljesítve       | Teljesítve                         | Teljesítve          | Teljesítve      | Teljesítve         | Teljesítve               | Továbbjutott a középdöntőbe (06:37) |
| 24. | Vajda Zsolt                   | Megbukott         | ––                   | ––                                     | ––               | ––                                 | ––                  | ––              | ––                 | ––                       | Kiesett                             |
| 25. | Szilágyi Péter                | Teljesítve        | Teljesítve           | Teljesítve                             | Megbukott        | ––                                 | ––                  | ––              | ––                 | ––                       | Kiesett                             |
| 26. | Suhajda Tamás                 | Teljesítve        | Teljesítve           | Teljesítve                             | Teljesítve       | Teljesítve                         | Megbukott           | ––              | ––                 | ––                       | 04:07                               |
| 27. | Molnár Gábor                  | Teljesítve        | Teljesítve           | Teljesítve                             | Teljesítve       | Teljesítve                         | Teljesítve          | Teljesítve      | Megbukott          | ––                       | 06:40                               |
| 28. | Juhász Zoltán                 | Teljesítve        | Teljesítve           | Teljesítve                             | Teljesítve       | Teljesítve                         | Teljesítve          | Teljesítve      | Megbukott          | ––                       | 04:56                               |
| 29. | Csereklye Ábrahám             | Teljesítve        | Teljesítve           | Teljesítve                             | Teljesítve       | Teljesítve                         | Teljesítve          | Teljesítve      | Megbukott          | ––                       | 05:03                               |
| 30. | Ternák Tamás                  | Teljesítve        | Teljesítve           | Teljesítve                             | Teljesítve       | Teljesítve                         | Teljesítve          | Teljesítve      | Megbukott          | ––                       | 10:09                               |
| 31. | Molnár Bálint                 | Teljesítve        | Teljesítve           | Teljesítve                             | Teljesítve       | Teljesítve                         | Teljesítve          | Teljesítve      | Teljesítve         | Teljesítve               | Továbbjutott a középdöntőbe (06:52) |
| 32. | Gyömrei Máté                  | Teljesítve        | Teljesítve           | Teljesítve                             | Teljesítve       | Teljesítve                         | Teljesítve          | Teljesítve      | Teljesítve         | Teljesítve               | Továbbjutott a középdöntőbe (05:44) |
| 33. | Tusnády Nimród                | Teljesítve        | Teljesítve           | Teljesítve                             | Teljesítve       | Teljesítve                         | Teljesítve          | Teljesítve      | Teljesítve         | Teljesítve               | Továbbjutott a középdöntőbe (05:55) |
| 34. | Urszin Ábel                   | Teljesítve        | Teljesítve           | Teljesítve                             | Megbukott        | ––                                 | ––                  | ––              | ––                 | ––                       | Kiesett                             |
| 35. | Nagy Botond Bálint            | ––                | ––                   | ––                                     | ––               | ––                                 | ––                  | ––              | ––                 | ––                       | Kiesett                             |
| 36. | Dinya Bence                   | ––                | ––                   | ––                                     | ––               | ––                                 | ––                  | ––              | ––                 | ––                       | Kiesett                             |

2. heti finálé (november 5.)
| #   | Ninja jelöltek       | 1. kihívás 4 ütem | 2. kihívás Kipörgető | 3. kihívás Pókember vagy Táncolótalpak | 4. kihívás Hinta | 5. kihívás Kötéltánc vagy Acéllián | 6. kihívás Nagy fal | 7. kihívás Inga | 8. kihívás Dupla X | 9. kihívás Pokoli torony | Eredmény (teljesített idő)          |
| --- | -------------------- | ----------------- | -------------------- | -------------------------------------- | ---------------- | ---------------------------------- | ------------------- | --------------- | ------------------ | ------------------------ | ----------------------------------- |
| 1.  | Nerpel Barnabás      | Teljesítve        | Teljesítve           | Teljesítve                             | Teljesítve       | Teljesítve                         | Teljesítve          | Teljesítve      | Teljesítve         | Teljesítve               | Továbbjutott a középdöntőbe (06:11) |
| 2.  | Béres Norbert        | Teljesítve        | Teljesítve           | Teljesítve                             | Teljesítve       | Teljesítve                         | Teljesítve          | Teljesítve      | Teljesítve         | Teljesítve               | Továbbjutott a középdöntőbe (06:48) |
| 3.  | Margli Zsolt         | Teljesítve        | Teljesítve           | Teljesítve                             | Teljesítve       | Teljesítve                         | Teljesítve          | Teljesítve      | Teljesítve         | Teljesítve               | Továbbjutott a középdöntőbe (06:57) |
| 4.  | Farkas Tamás         | Teljesítve        | Teljesítve           | Teljesítve                             | Teljesítve       | Teljesítve                         | Teljesítve          | Teljesítve      | Teljesítve         | Teljesítve               | Továbbjutott a középdöntőbe (07:18) |
| 5.  | Horgas Péter         | Teljesítve        | Teljesítve           | Teljesítve                             | Teljesítve       | Teljesítve                         | Teljesítve          | Teljesítve      | Teljesítve         | Teljesítve               | Továbbjutott a középdöntőbe (07:23) |
| 6.  | Radics Attila        | Teljesítve        | Teljesítve           | Teljesítve                             | Teljesítve       | Teljesítve                         | Teljesítve          | Teljesítve      | Teljesítve         | Teljesítve               | Továbbjutott a középdöntőbe (07:29) |
| 7.  | Pataki Zoltán        | Teljesítve        | Teljesítve           | Teljesítve                             | Teljesítve       | Teljesítve                         | Teljesítve          | Teljesítve      | Teljesítve         | Teljesítve               | Továbbjutott a középdöntőbe (08:12) |
| 8.  | Buti Gordon          | Teljesítve        | Teljesítve           | Teljesítve                             | Teljesítve       | Teljesítve                         | Teljesítve          | Teljesítve      | Megbukott          | ––                       | 04:43                               |
| 9.  | Molnár Levente       | Teljesítve        | Teljesítve           | Teljesítve                             | Teljesítve       | Teljesítve                         | Teljesítve          | Teljesítve      | Megbukott          | ––                       | 06:22                               |
| 10. | Bakos Bence          | Teljesítve        | Teljesítve           | Teljesítve                             | Teljesítve       | Teljesítve                         | Teljesítve          | Teljesítve      | Megbukott          | ––                       | 08:16                               |
| 11. | Farkas László        | Teljesítve        | Teljesítve           | Teljesítve                             | Teljesítve       | Teljesítve                         | Teljesítve          | Teljesítve      | Megbukott          | ––                       | 08:43                               |
| 12. | Molnár Gergely       | Teljesítve        | Teljesítve           | Teljesítve                             | Teljesítve       | Teljesítve                         | Teljesítve          | Teljesítve      | Megbukott          | ––                       | 09:06                               |
| 13. | Cselényi Patrik      | Teljesítve        | Teljesítve           | Teljesítve                             | Teljesítve       | Teljesítve                         | Teljesítve          | Teljesítve      | Megbukott          | ––                       | 09:10                               |
| 14. | Fábián Benjámin      | Teljesítve        | Teljesítve           | Teljesítve                             | Teljesítve       | Teljesítve                         | Teljesítve          | Megbukott       | ––                 | ––                       | 05:13                               |
| 15. | Schweigert Dávid     | Teljesítve        | Teljesítve           | Teljesítve                             | Teljesítve       | Teljesítve                         | Teljesítve          | Megbukott       | ––                 | ––                       | 05:21                               |
| 16. | Józsa Ede            | Teljesítve        | Teljesítve           | Teljesítve                             | Teljesítve       | Teljesítve                         | Teljesítve          | Megbukott       | ––                 | ––                       | 05:39                               |
| 17. | Farkas László        | Teljesítve        | Teljesítve           | Teljesítve                             | Teljesítve       | Teljesítve                         | Megbukott           | ––              | ––                 | ––                       | 04:28                               |
| 18. | László Tamás         | Teljesítve        | Teljesítve           | Teljesítve                             | Teljesítve       | Megbukott                          | ––                  | ––              | ––                 | ––                       | 03:09                               |
| 19. | Kónya Lajos          | Teljesítve        | Teljesítve           | Teljesítve                             | Teljesítve       | Megbukott                          | ––                  | ––              | ––                 | ––                       | 04:27                               |
| 20. | Buti Olivér          | Teljesítve        | Teljesítve           | Teljesítve                             | Teljesítve       | Megbukott                          | ––                  | ––              | ––                 | ––                       | 02:39                               |
| 21. | Lauth Henrik         | Teljesítve        | Teljesítve           | Teljesítve                             | Megbukott        | ––                                 | ––                  | ––              | ––                 | ––                       | 01:46                               |
| 22. | Demeter Márk         | Teljesítve        | Teljesítve           | Teljesítve                             | Megbukott        | ––                                 | ––                  | ––              | ––                 | ––                       | 01:53                               |
| 23. | Dudik Izidor         | Teljesítve        | Teljesítve           | Teljesítve                             | Megbukott        | ––                                 | ––                  | ––              | ––                 | ––                       | Kiesett                             |
| 24. | Laczkovszki Nátán    | Teljesítve        | Teljesítve           | Teljesítve                             | Megbukott        | ––                                 | ––                  | ––              | ––                 | ––                       | Kiesett                             |
| 25. | Schwendtner Bálint   | Teljesítve        | Teljesítve           | Teljesítve                             | Megbukott        | ––                                 | ––                  | ––              | ––                 | ––                       | Kiesett                             |
| 26. | Kiss Lőrinc          | Teljesítve        | Teljesítve           | Teljesítve                             | Megbukott        | ––                                 | ––                  | ––              | ––                 | ––                       | Kiesett                             |
| 27. | Havasi Gergő Levente | Teljesítve        | Teljesítve           | Teljesítve                             | Megbukott        | ––                                 | ––                  | ––              | ––                 | ––                       | Kiesett                             |
| 28. | Tóth Ádám            | Teljesítve        | Teljesítve           | Teljesítve                             | Megbukott        | ––                                 | ––                  | ––              | ––                 | ––                       | Kiesett                             |
| 29. | Solner Dániel        | Teljesítve        | Teljesítve           | Megbukott                              | ––               | ––                                 | ––                  | ––              | ––                 | ––                       | Kiesett                             |
| 30. | Szabadi Szabolcs     | Teljesítve        | Teljesítve           | Megbukott                              | ––               | ––                                 | ––                  | ––              | ––                 | ––                       | Kiesett                             |
| 31. | Schmidt Balázs       | Teljesítve        | Teljesítve           | Megbukott                              | ––               | ––                                 | ––                  | ––              | ––                 | ––                       | Kiesett                             |
| 32. | Onodi Tibor          | ––                | ––                   | ––                                     | ––               | ––                                 | ––                  | ––              | ––                 | ––                       | Kiesett                             |
| 33. | Kollár Tibor         | ––                | ––                   | ––                                     | ––               | ––                                 | ––                  | ––              | ––                 | ––                       | Kiesett                             |
| 34. | Enesei Márton        | ––                | ––                   | ––                                     | ––               | ––                                 | ––                  | ––              | ––                 | ––                       | Kiesett                             |
| 35. | Somodi Levente       | ––                | ––                   | ––                                     | ––               | ––                                 | ––                  | ––              | ––                 | ––                       | Kiesett                             |
| 36. | Petróczi István      | ––                | ––                   | ––                                     | ––               | ––                                 | ––                  | ––              | ––                 | ––                       | Kiesett                             |

3. heti finálé (november 12.)
| #   | Ninja jelöltek       | 1. kihívás 4 ütem | 2. kihívás Kipörgető | 3. kihívás Pókember vagy Táncolótalpak | 4. kihívás Hinta | 5. kihívás Kötéltánc vagy Acéllián | 6. kihívás Nagy fal | 7. kihívás Inga | 8. kihívás Dupla X | 9. kihívás Pokoli torony | Eredmény (teljesített idő)          |
| --- | -------------------- | ----------------- | -------------------- | -------------------------------------- | ---------------- | ---------------------------------- | ------------------- | --------------- | ------------------ | ------------------------ | ----------------------------------- |
| 1.  | Harmat Chris         | Teljesítve        | Teljesítve           | Teljesítve                             | Teljesítve       | Teljesítve                         | Teljesítve          | Teljesítve      | Teljesítve         | Teljesítve               | Továbbjutott a középdöntőbe (04:42) |
| 2.  | Fenyvesi Gábor       | Teljesítve        | Teljesítve           | Teljesítve                             | Teljesítve       | Teljesítve                         | Teljesítve          | Teljesítve      | Teljesítve         | Teljesítve               | Továbbjutott a középdöntőbe (05:52) |
| 3.  | Szörényi Zoltán      | Teljesítve        | Teljesítve           | Teljesítve                             | Teljesítve       | Teljesítve                         | Teljesítve          | Teljesítve      | Teljesítve         | Teljesítve               | Továbbjutott a középdöntőbe (06:43) |
| 4.  | Janzsó Róbert        | Teljesítve        | Teljesítve           | Teljesítve                             | Teljesítve       | Teljesítve                         | Teljesítve          | Teljesítve      | Teljesítve         | Teljesítve               | Továbbjutott a középdöntőbe (06:49) |
| 5.  | Abdel Hamid Yaser    | Teljesítve        | Teljesítve           | Teljesítve                             | Teljesítve       | Teljesítve                         | Teljesítve          | Teljesítve      | Teljesítve         | Teljesítve               | Továbbjutott a középdöntőbe (07:13) |
| 6.  | Lovas Benjamin       | Teljesítve        | Teljesítve           | Teljesítve                             | Teljesítve       | Teljesítve                         | Teljesítve          | Teljesítve      | Teljesítve         | Teljesítve               | Továbbjutott a középdöntőbe (07:40) |
| 7.  | Herczeg Balázs       | Teljesítve        | Teljesítve           | Teljesítve                             | Teljesítve       | Teljesítve                         | Teljesítve          | Teljesítve      | Teljesítve         | Teljesítve               | Továbbjutott a középdöntőbe (08:52) |
| 8.  | Juhász Bálint        | Teljesítve        | Teljesítve           | Teljesítve                             | Teljesítve       | Teljesítve                         | Teljesítve          | Teljesítve      | Megbukott          | ––                       | 07:23                               |
| 9.  | Almási Bence         | Teljesítve        | Teljesítve           | Teljesítve                             | Teljesítve       | Teljesítve                         | Teljesítve          | Megbukott       | ––                 | ––                       | 04:44                               |
| 10. | Hangay Krisztián     | Teljesítve        | Teljesítve           | Teljesítve                             | Teljesítve       | Teljesítve                         | Megbukott           | ––              | ––                 | ––                       | 03:48                               |
| 11. | Nagy Patrik          | Teljesítve        | Teljesítve           | Teljesítve                             | Teljesítve       | Teljesítve                         | Megbukott           | ––              | ––                 | ––                       | 04:04                               |
| 12. | Tóth Arnold          | Teljesítve        | Teljesítve           | Teljesítve                             | Teljesítve       | Teljesítve                         | Megbukott           | ––              | ––                 | ––                       | 04:11                               |
| 13. | Dohány András        | Teljesítve        | Teljesítve           | Teljesítve                             | Teljesítve       | Megbukott                          | ––                  | ––              | ––                 | ––                       | 02:42                               |
| 14. | Molnár Iván          | Teljesítve        | Teljesítve           | Teljesítve                             | Teljesítve       | Megbukott                          | ––                  | ––              | ––                 | ––                       | 03:30                               |
| 15. | Neválovits Kornél    | Teljesítve        | Teljesítve           | Teljesítve                             | Teljesítve       | Megbukott                          | ––                  | ––              | ––                 | ––                       | 03:08                               |
| 16. | Harcsa-Pintér Bálint | Teljesítve        | Teljesítve           | Teljesítve                             | Teljesítve       | Megbukott                          | ––                  | ––              | ––                 | ––                       | 03:43                               |
| 17. | Losonci Bertalan     | Teljesítve        | Teljesítve           | Teljesítve                             | Teljesítve       | Megbukott                          | ––                  | ––              | ––                 | ––                       | 02:41                               |
| 18. | Förhétz Máté         | Teljesítve        | Teljesítve           | Teljesítve                             | Megbukott        | ––                                 | ––                  | ––              | ––                 | ––                       | 01:30                               |
| 19. | Kollok Ádám          | Teljesítve        | Teljesítve           | Teljesítve                             | Megbukott        | ––                                 | ––                  | ––              | ––                 | ––                       | 01:42                               |
| 20. | Palotás Márk László  | Teljesítve        | Teljesítve           | Teljesítve                             | Megbukott        | ––                                 | ––                  | ––              | ––                 | ––                       | 01:47                               |
| 21. | Benkő Norbert        | Teljesítve        | Teljesítve           | Teljesítve                             | Megbukott        | ––                                 | ––                  | ––              | ––                 | ––                       | 01:55                               |
| 22. | Pálfi Gergő          | Teljesítve        | Teljesítve           | Teljesítve                             | Megbukott        | ––                                 | ––                  | ––              | ––                 | ––                       | 01:55                               |
| 23. | Korondi Áron         | Teljesítve        | Teljesítve           | Teljesítve                             | Megbukott        | ––                                 | ––                  | ––              | ––                 | ––                       | Kiesett                             |
| 24. | Papdi Alíz Kíra      | Teljesítve        | Teljesítve           | Teljesítve                             | Megbukott        | ––                                 | ––                  | ––              | ––                 | ––                       | Kiesett                             |
| 25. | Szalai Zoltán        | Teljesítve        | Teljesítve           | Teljesítve                             | Megbukott        | ––                                 | ––                  | ––              | ––                 | ––                       | Kiesett                             |
| 26. | Abonyi Ákos          | Teljesítve        | Teljesítve           | Teljesítve                             | Megbukott        | ––                                 | ––                  | ––              | ––                 | ––                       | Kiesett                             |
| 27. | Ladislav Taric       | Teljesítve        | Teljesítve           | Megbukott                              | ––               | ––                                 | ––                  | ––              | ––                 | ––                       | Kiesett                             |
| 28. | Elekes Dániel        | Teljesítve        | Teljesítve           | Megbukott                              | ––               | ––                                 | ––                  | ––              | ––                 | ––                       | Kiesett                             |
| 29. | Sebestyén Richárd    | Teljesítve        | Teljesítve           | Megbukott                              | ––               | ––                                 | ––                  | ––              | ––                 | ––                       | Kiesett                             |
| 30. | Kovács Kristóf       | Teljesítve        | Megbukott            | ––                                     | ––               | ––                                 | ––                  | ––              | ––                 | ––                       | Kiesett                             |
| 31. | Rátonyi Márk         | Teljesítve        | Megbukott            | ––                                     | ––               | ––                                 | ––                  | ––              | ––                 | ––                       | Kiesett                             |
| 32. | Gyöngyösi Boldizsár  | ––                | ––                   | ––                                     | ––               | ––                                 | ––                  | ––              | ––                 | ––                       | Kiesett                             |
| 33. | Nagy Márk            | ––                | ––                   | ––                                     | ––               | ––                                 | ––                  | ––              | ––                 | ––                       | Kiesett                             |
| 34. | Dénes Gergő          | ––                | ––                   | ––                                     | ––               | ––                                 | ––                  | ––              | ––                 | ––                       | Kiesett                             |
| 35. | Dávid Martin         | ––                | ––                   | ––                                     | ––               | ––                                 | ––                  | ––              | ––                 | ––                       | Kiesett                             |
| 36. | Liptay Gábor Gergő   | ––                | ––                   | ––                                     | ––               | ––                                 | ––                  | ––              | ––                 | ––                       | Kiesett                             |

## Döntő (november 19.)
– A versenyző továbbjutott a 2. pályára
     – A Ninja Warrior nyertese
     – A második helyezett
- 1. pályaszakasz

| #   | Ninja jelöltek   | 1. kihívás Négy ütem extra hálóval | 2. kihívás Kampó | 3. kihívás Mérleg | 4. kihívás Billentő | 5. kihívás Daráló | 6. kihívás Nagy fal | 7. kihívás Függőhíd | 8. kihívás Hármas ugrás | 9. kihívás Pokoli torony | Eredmény (megmaradó idő szerint)    |
| --- | ---------------- | ---------------------------------- | ---------------- | ----------------- | ------------------- | ----------------- | ------------------- | ------------------- | ----------------------- | ------------------------ | ----------------------------------- |
| 1.  | Molnár Bálint    | Teljesítve                         | Teljesítve       | Teljesítve        | Teljesítve          | Teljesítve        | Teljesítve          | Teljesítve          | Megbukott               | ––                       | Kiesett                             |
| 2.  | Förhétz Máté     | Megbukott                          | ––               | ––                | ––                  | ––                | ––                  | ––                  | ––                      | ––                       | Kiesett                             |
| 3.  | Buti Gordon      | Teljesítve                         | Teljesítve       | Teljesítve        | Teljesítve          | Megbukott         | ––                  | ––                  | ––                      | ––                       | Kiesett                             |
| 4.  | Fábián Benjámin  | Teljesítve                         | Teljesítve       | Teljesítve        | Megbukott           | ––                | ––                  | ––                  | ––                      | ––                       | Kiesett                             |
| 5.  | Bakurecz Ádám    | Teljesítve                         | Teljesítve       | Teljesítve        | Teljesítve          | Teljesítve        | Teljesítve          | Teljesítve          | Megbukott               | ––                       | Kiesett                             |
| 6.  | Radics Attila    | Teljesítve                         | Teljesítve       | Teljesítve        | Teljesítve          | Megbukott         | ––                  | ––                  | ––                      | ––                       | Kiesett                             |
| 7.  | Farkas Tamás     | Teljesítve                         | Teljesítve       | Teljesítve        | Teljesítve          | Teljesítve        | Teljesítve          | Teljesítve          | Megbukott               | ––                       | Kiesett                             |
| 8.  | Molnár Gergely   | Teljesítve                         | Teljesítve       | Teljesítve        | Teljesítve          | Megbukott         | ––                  | ––                  | ––                      | ––                       | Kiesett                             |
| 9.  | Margli Zsolt     | Teljesítve                         | Teljesítve       | Teljesítve        | Teljesítve          | Megbukott         | ––                  | ––                  | ––                      | ––                       | Kiesett                             |
| 10. | László Tamás     | Teljesítve                         | Teljesítve       | Teljesítve        | Teljesítve          | Megbukott         | ––                  | ––                  | ––                      | ––                       | Kiesett                             |
| 11. | Tóth Axel Ruben  | Teljesítve                         | Teljesítve       | Teljesítve        | Teljesítve          | Megbukott         | ––                  | ––                  | ––                      | ––                       | Kiesett                             |
| 12. | Vejtey Zsombor   | Teljesítve                         | Teljesítve       | Teljesítve        | Teljesítve          | Teljesítve        | Teljesítve          | Teljesítve          | Megbukott               | ––                       | Kiesett                             |
| 13. | Bakos Bence      | Teljesítve                         | Teljesítve       | Teljesítve        | Teljesítve          | Teljesítve        | Teljesítve          | Teljesítve          | Megbukott               | ––                       | Kiesett                             |
| 14. | Harmat Chris     | Teljesítve                         | Teljesítve       | Teljesítve        | Teljesítve          | Teljesítve        | Teljesítve          | Teljesítve          | Teljesítve              | Teljesítve               | Továbbjutott a 2. pályára (00:14.9) |
| 15. | Ungvári Miklós   | Megbukott                          | ––               | ––                | ––                  | ––                | ––                  | ––                  | ––                      | ––                       | Kiesett                             |
| 16. | Torma Árpád      | Megbukott                          | ––               | ––                | ––                  | ––                | ––                  | ––                  | ––                      | ––                       | Kiesett                             |
| 17. | Kónya Lajos      | Teljesítve                         | Teljesítve       | Megbukott         | ––                  | ––                | ––                  | ––                  | ––                      | ––                       | Kiesett                             |
| 18. | Hangay Krisztián | Teljesítve                         | Teljesítve       | Megbukott         | ––                  | ––                | ––                  | ––                  | ––                      | ––                       | Kiesett                             |
| 19. | Tusnády Nimród   | Teljesítve                         | Teljesítve       | Teljesítve        | Teljesítve          | Teljesítve        | Teljesítve          | Teljesítve          | Teljesítve              | Teljesítve               | Továbbjutott a 2. pályára (00:15.9) |
| 20. | Ternák Tamás     | Megbukott                          | ––               | ––                | ––                  | ––                | ––                  | ––                  | ––                      | ––                       | Kiesett                             |
| 21. | Gyömrei Máté     | Teljesítve                         | Teljesítve       | Teljesítve        | Teljesítve          | Teljesítve        | Teljesítve          | Teljesítve          | Teljesítve              | Teljesítve               | Továbbjutott a 2. pályára (00:12.6) |
| 22. | Lévay Kristóf    | Teljesítve                         | Teljesítve       | Teljesítve        | Teljesítve          | Megbukott         | ––                  | ––                  | ––                      | ––                       | Kiesett                             |
| 23. | Juhász Zoltán    | Teljesítve                         | Teljesítve       | Teljesítve        | Teljesítve          | Megbukott         | ––                  | ––                  | ––                      | ––                       | Kiesett                             |
| 24. | Almási Bence     | Teljesítve                         | Teljesítve       | Teljesítve        | Teljesítve          | Megbukott         | ––                  | ––                  | ––                      | ––                       | Kiesett                             |
| 25. | Keserű Attila    | Teljesítve                         | Teljesítve       | Teljesítve        | Teljesítve          | Teljesítve        | Teljesítve          | Teljesítve          | Megbukott               | ––                       | Kiesett                             |
| 26. | Strommer László  | Teljesítve                         | Teljesítve       | Teljesítve        | Teljesítve          | Teljesítve        | Megbukott           | ––                  | ––                      | ––                       | Kiesett                             |
| 27. | Strommer Soma    | Teljesítve                         | Teljesítve       | Teljesítve        | Teljesítve          | Teljesítve        | Teljesítve          | Teljesítve          | Megbukott               | ––                       | Kiesett                             |
| 28. | Fenyvesi Gábor   | Teljesítve                         | Teljesítve       | Teljesítve        | Teljesítve          | Teljesítve        | Teljesítve          | Teljesítve          | Teljesítve              | Megbukott                | Kiesett                             |
| 29. | Janzsó Róbert    | Teljesítve                         | Teljesítve       | Teljesítve        | Teljesítve          | Teljesítve        | Teljesítve          | Teljesítve          | Teljesítve              | Teljesítve               | Továbbjutott a 2. pályára (00:05.0) |
| 30. | Buzás Gábor      | Teljesítve                         | Teljesítve       | Teljesítve        | Teljesítve          | Teljesítve        | Teljesítve          | Teljesítve          | Megbukott               | ––                       | Kiesett                             |
| 31. | Béres Norbert    | Teljesítve                         | Teljesítve       | Teljesítve        | Teljesítve          | Teljesítve        | Teljesítve          | Teljesítve          | Teljesítve              | Teljesítve               | Továbbjutott a 2. pályára (00:03.3) |
| 32. | Horgas Péter     | Teljesítve                         | Teljesítve       | Teljesítve        | Teljesítve          | Teljesítve        | Teljesítve          | Teljesítve          | Teljesítve              | Teljesítve               | Továbbjutott a 2. pályára (00:05.1) |
| 33. | Szörényi Zoltán  | Teljesítve                         | Teljesítve       | Teljesítve        | Teljesítve          | Teljesítve        | Teljesítve          | Teljesítve          | Teljesítve              | Megbukott                | Kiesett                             |

- 2. pályaszakasz

| #  | Ninja jelöltek | 1. kihívás Bója | 2. kihívás Hullócsillag | 3. kihívás Ninja létra | 4. kihívás Ketrec | 5. kihívás Zsilip | 6. kihívás Perem | 7. kihívás Hármas fogás | 8. kihívás Függőfal | 9. kihívás Rúdugrás | Midoriyama | Végleges eredmény |
| -- | -------------- | --------------- | ----------------------- | ---------------------- | ----------------- | ----------------- | ---------------- | ----------------------- | ------------------- | ------------------- | ---------- | ----------------- |
| 1. | Béres Norbert  | Teljesítve      | Teljesítve              | Teljesítve             | Teljesítve        | Teljesítve        | Teljesítve       | Teljesítve              | Teljesítve          | Megbukott           | ––         | Kiesett           |
| 2. | Horgas Péter   | Teljesítve      | Teljesítve              | Teljesítve             | Teljesítve        | Teljesítve        | Teljesítve       | Teljesítve              | Megbukott           | ––                  | ––         | Kiesett           |
| 3. | Janzsó Róbert  | Teljesítve      | Teljesítve              | Teljesítve             | Teljesítve        | Teljesítve        | Teljesítve       | Teljesítve              | Teljesítve          | Megbukott           | ––         | Kiesett           |
| 4. | Harmat Chris   | Teljesítve      | Teljesítve              | Teljesítve             | Teljesítve        | Teljesítve        | Teljesítve       | Teljesítve              | Teljesítve          | Teljesítve          | Megbukott  | 1. helyezett      |
| 5. | Gyömrei Máté   | Teljesítve      | Teljesítve              | Teljesítve             | Teljesítve        | Teljesítve        | Teljesítve       | Teljesítve              | Teljesítve          | Teljesítve          | Megbukott  | 2. helyezett      |
| 6. | Tusnády Nimród | Teljesítve      | Teljesítve              | Teljesítve             | Teljesítve        | Teljesítve        | Teljesítve       | Teljesítve              | Teljesítve          | Megbukott           | ––         | Kiesett           |